# Mahinog
Mahinog é um município de  quinta classe de renda municipal (d) na província Camiguin, nas Filipinas. De acordo com o censo de 1 de maio  de  2020 possui uma população de 14 634 pessoas e 3 502 domicílios.